# A Woman of Paris
A Woman of Paris: A Drama of Fate is een Amerikaanse dramafilm uit 1923 onder regie van Charlie Chaplin.

## Verhaal
Marie wil met haar verloofde naar Parijs om te trouwen. Haar stiefvader sluit haar op in haar kamer, zodat ze niet kan vertrekken. Wanneer ze uit het raam klimt, sluit hij haar buiten. Ook de vader van haar verloofde is haar plannen niet genegen.

## Rolverdeling
| Acteur            | Personage       |
| ----------------- | --------------- |
| Edna Purviance    | Marie St. Clair |
| Clarence Geldart  | Haar stiefvader |
| Carl Miller       | Jean Millet     |
| Lydia Knott       | Zijn moeder     |
| Charles K. French | Zijn vader      |
| Adolph Menjou     | Pierre Revel    |
| Betty Morrissey   | Fifi            |
| Malvina Polo      | Paulette        |